# Dorothy L. Sayers
Pour les articles homonymes, voir Sayers.
Œuvres principales
- Série des Lord Peter (1923-1942)

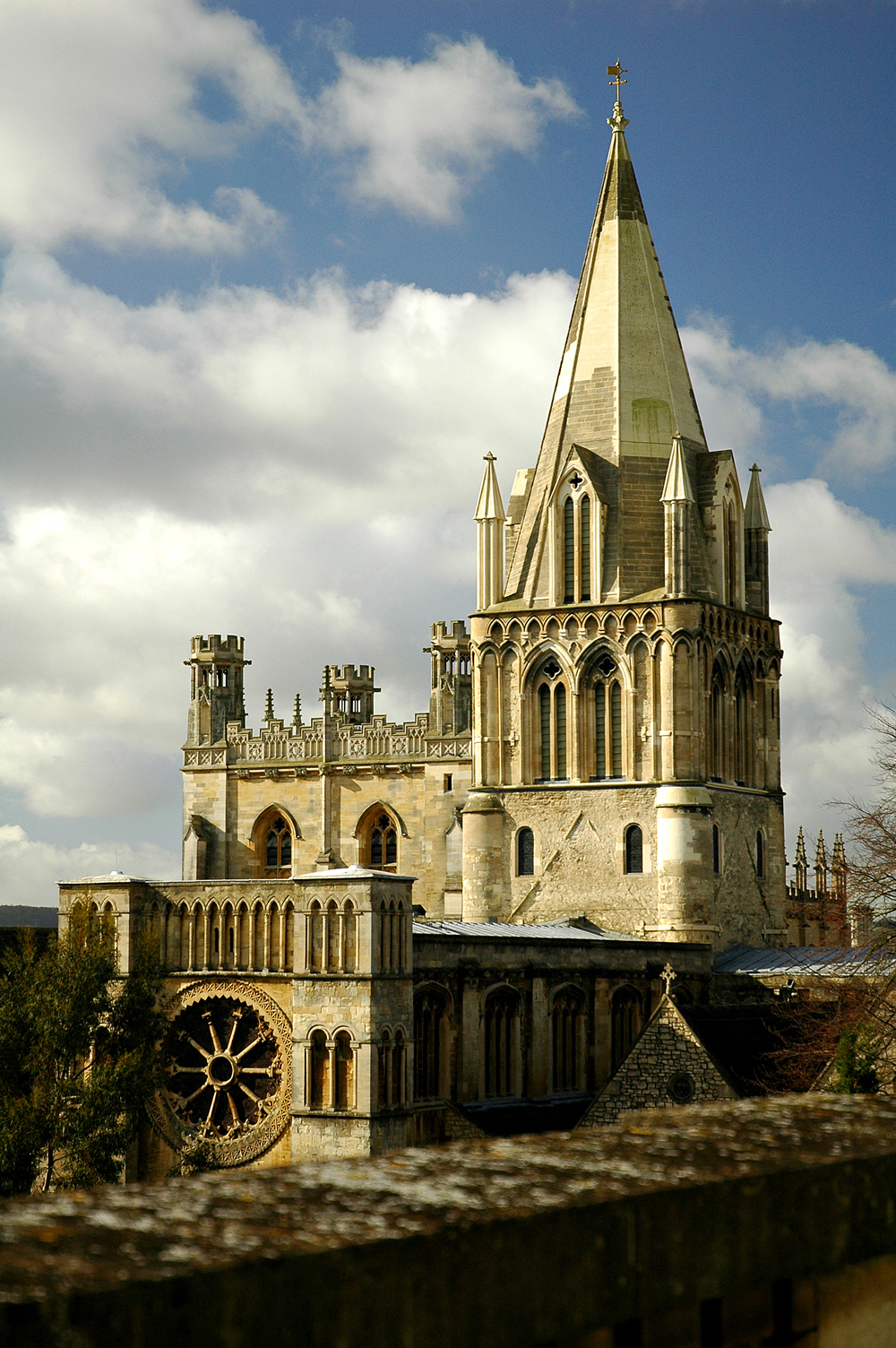
La Cathédrale Christ Church d'Oxford où le père de Dorothy Sayers occupe un poste de directeur.

Dorothy Leigh Sayers (Oxford, Oxfordshire, 13 juin 1893 - Witham, Essex, 17 décembre 1957) est une femme de lettres et une romancière britannique, également poète, dramaturge, essayiste et traductrice. Elle est aujourd’hui principalement connue pour son travail d’écrivain et notamment pour ses romans policiers, ayant pour héros l'aristocrate dilettante Lord Peter Wimsey, écrits pendant l'entre-deux-guerres.

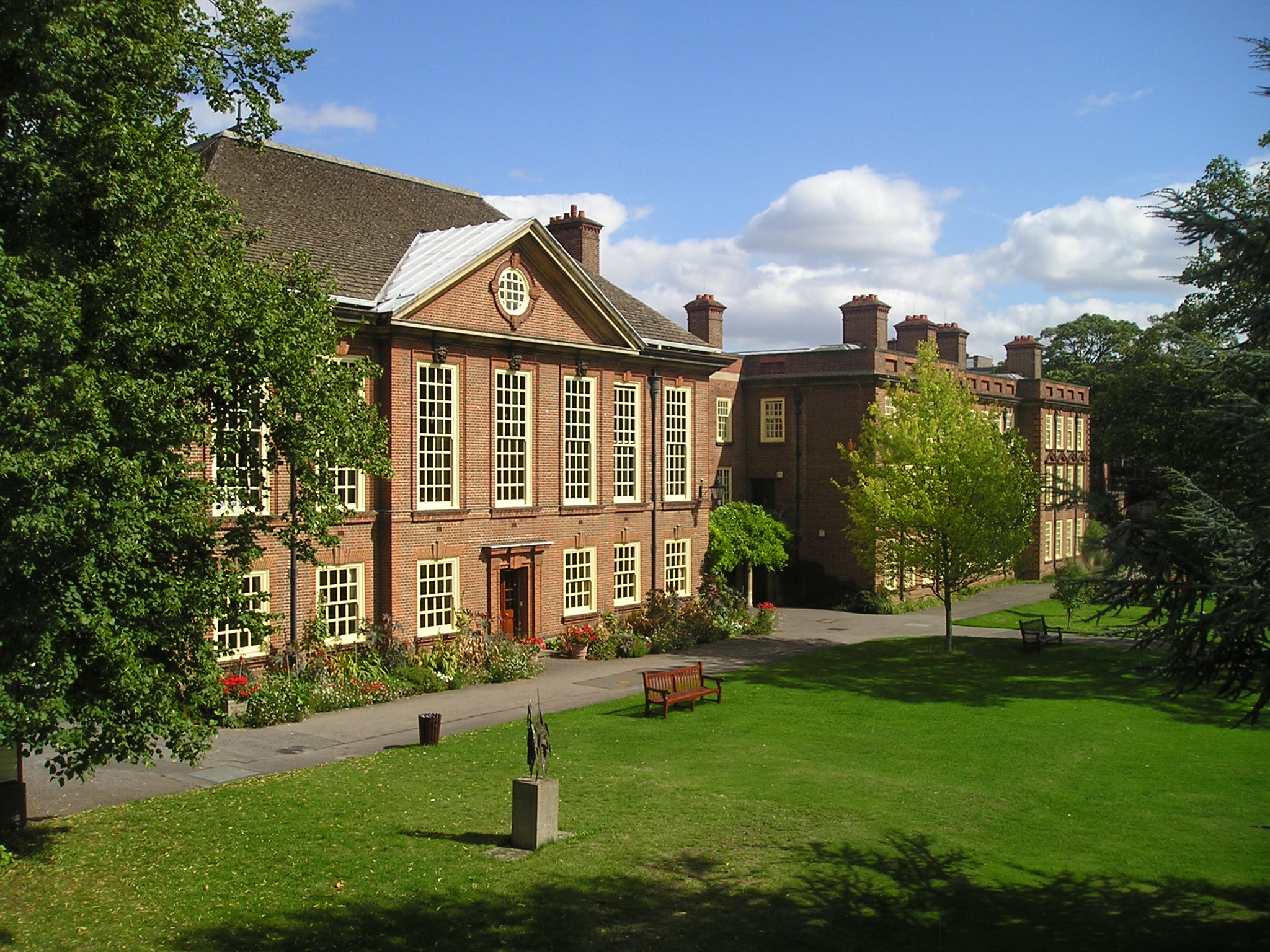
Le Somerville College d'Oxford où étudie la jeune Dorothy Sayers.

## Biographie
Fille unique du pasteur de Witham, Henry Sayers, qui est chef de chœur de la Cathédrale Christ Church d'Oxford, elle « grandit dans l'amour des livres et la culture classique » au petit village de Bluntisham dans le Huntingdonshire où son père est nommé recteur. Elle « fait preuve dès son jeune âge d'un intérêt prononcé pour les langues, apprenant le latin à sept ans et s'initiant au français auprès de sa gouvernante ». Elle entre en 1912 au Somerville College de l'université d'Oxford. Après de brillantes études, « elle devient en 1915 (et avec mention) l'une des premières femmes diplômées d'Oxford ». Elle obtient également, « en 1920, un Master of Arts en littérature médiévale ». 
Issue « de la bourgeoisie de province anglaise que va ruiner la Guerre de 14 », elle se destine à l'enseignement et est brièvement professeur de littérature, mais elle se rend compte qu'elle ne supporte pas ce métier. Elle séjourne en France comme professeur-assistante d'anglais, mais cela ne l'enchante pas. Son meilleur souvenir de la France est d'y avoir lu tous les romans d'Arsène Lupin et d'avoir fréquenté, à l'École des Roches, en Normandie, le séduisant Eric Whelpton (en), dont elle s'inspire pour créer Lord Peter Wimsey, le héros de ses futurs romans policiers. 
De retour en Angleterre, elle trouve, à partir de 1921, « un travail de rédactrice, assez bien payé, dans une agence de publicité de Londres, la Benson's Advertising Agency ». « Elle va rester dix ans chez Benson » et cette expérience lui sert plus tard à évoquer le milieu des salles de rédaction publicitaire dans Lord Peter et l'Autre.  Elle crée notamment des publicités pour la bière Guinness et la moutarde Colman (sans rapport avec le Colonel Moutarde du jeu Cluedo, plus tardif). Après s'être intéressée un temps aux mouvements socialistes qui façonnent la société anglaise de l'entre-deux-guerres, elle publie en 1923 son premier roman policier, Lord Peter et l'Inconnu, qui met en scène l'aristocratique détective Lord Peter Wimsey, flanqué de son fidèle serviteur Bunter, dans une intrigue où Dorothy Sayers « se moque allègrement des sacro-saintes conventions du genre ». Si ses romans s'intègrent dans le cadre du traditionnel roman d'énigme, elle apporte au genre un ton humoristique, quelques traits acérés contre la société bien-pensante de l'époque, et affuble son héros d'une vie sentimentale faisant totalement défaut aux Sherlock Holmes, Dr Thorndyke, Hercule Poirot et autres célèbres limiers de la littérature policière britannique de l'époque. En effet, Lord Peter s’éprend follement de la belle Harriet Vane (en), qu'il sauve de la pendaison dans Poison violent, épouse dans Noces de crime, et dont il a un enfant dans Le policeman a des visions, une nouvelle de la fin de cycle.
Outre le personnage de Lord Peter, Dorothy Sayers consacre, à partir de 1933, une brève série de nouvelles au personnage de Montague Egg (en), démarcheur spécialisé en vins et spiritueux et « un nouvel enquêteur assez drôle », qui se trouve mêlé à des énigmes policières (il découvre souvent un cadavre) qu'il parvient non sans mal à dénouer.
La vie privée de Dorothy Sayers est moins idyllique que celles de ses personnages de roman. Sa vie sentimentale est tumultueuse et décevante. Une « liaison avec un mécanicien en automobiles dont elle aura un enfant en 1924 », se solde par une séparation et la responsabilité d'élever seule son fils, un choix qu'elle assume au mépris des convenances du temps, dont, heureusement, ses succès littéraires lui permettent de s'affranchir. En 1928, elle épouse le capitaine Mac Fleming, un grand buveur et un paresseux notoire. Cette union difficile, sinon ratée, laisse toutefois Dorothy Sayers libre de ses mouvements pour produire, à un rythme soutenu, les aventures de Lord Peter qui lui apportent gloire et fortune.
Dorothy Sayers abandonne Lord Peter en 1940 pour se consacrer à sa passion, la littérature médiévale. Elle fournit notamment des traductions de La Divine Comédie de Dante et de La Chanson de Roland. De ses romans policiers, on retient, outre les titres déjà cité, Lord Peter et le Mort du 18 juin et Le Cœur et la Raison. Pour Romain Brian, « Cependant, qu'on le veuille ou non - et que Sayers elle-même l'ait voulu ou non - Lord Peter Wimsey demeure un acteur majeur sur la scène policière de la première moitié du XXe siècle ». 
De 1949 à sa mort, elle préside le Detection Club.
Après avoir toute la journée fait ses emplettes pour Noël, elle meurt d'une crise cardiaque dans sa résidence de Witham le 17 décembre 1957.

## Le roman policier selon Dorothy Sayers
« L'œuvre de Dorothy Sayers n'est pas très abondante pour un auteur de romans policiers » : en tout et pour tout, seulement une douzaine de romans et une cinquantaine de nouvelles.
En dépit de l'originalité de son écriture, Dorothy Sayers subit l'influence de plusieurs auteurs du roman criminel. Ses « premières œuvres, par leur tonalité scientifique, semblent parfois sorties de l'imagination d'un R. Austin Freeman, les dernières s'inscrivent résolument dans la tradition de l'école réaliste », car l'auteur y développe un arrière-plan social, souvent inspiré de son expérience. Par ailleurs, les romans policiers de Dorothy Sayers n'obéissent pas toujours aux normes du whodunit, où l'identité du coupable n'est dévoilée qu'à la fin du récit, notamment dans Arrêt du cœur, « au risque de décevoir et même de choquer une grande partie des amateurs de romans problèmes ». Pour elle, comme elle l'écrit en 1928 dans la préface de premier volume de l'anthologie The Omnibus of Crime, « le "comment ?" est aujourd’hui la seule question qui puisse offrir la moindre possibilité nouvelle et qui soit suffisamment ingénieuse pour tenir le lecteur en haleine ». Ainsi l'action de Le Cœur et la Raison se situe dans un collège pour jeunes filles d'Oxford et « les doutes de l'héroïne Harriet Vane concernant son métier d'écrivain de romans policiers sont à n'en pas douter ceux de Sayers elle-même ». Ce roman traduit très tardivement en français est un policier sans meurtre et il attire peu l'attention de la presse française. Ce sera le dernier roman policier de Dorothy Sayers, Busman's Honeymoon ayant d'abord été conçu comme une pièce de théâtre avant d'être réécrit en roman. Autre exemple, l'intrigue du roman Les Neuf Tailleurs se déroule à Bluntisham, le village natal de Sayers dans le Huntingdonshire, et décrit avec acuité le milieu social de cette petite communauté rurale anglaise.
Curieusement, sans parvenir à repousser totalement les limites du genre policier, Sayers sait reconnaître le talent. Ainsi prit-elle la défense de la romancière Agatha Christie, dont le roman, Le Meurtre de Roger Ackroyd, avait offusqué par sa « malhonnêteté » narrative les dignes membres du Detection Club. Pour rendre hommage à celle qui l'avait inconditionnellement soutenue, à la mort de Dorothy Sayers, Agatha Christie lui succède à la présidence du Detection Club. Sayers était aussi connu pour avoir contribué à promouvoir le genre du roman policier et avoir cherché à le « renouveler en encourageant de jeunes auteurs comme John Dickson Carr ».

## Œuvre

### Romans

#### SérieLord Peter Wimsey
- Whose Body? (Londres, Unwin, 1923, couverture de Salomon van Abbé) Publié en français sous le titre Lord Peter et l'Inconnu, Paris, Librairie des Champs-Élysées, coll. « Le Masque » no 282, 1939 ; réédition, Paris, LGF, coll. « Le Livre de poche policier » no 978, 1967 Publié en français dans une nouvelle traduction intégrale sous le titre Lord Peter et l'Inconnu dans Dorothy Sayers, vol. 1, coll. « Intégrales du Masque », 1995 ; réédition de cette nouvelle traduction révisée, Paris, Librairie des Champs-Élysées, coll. « Le Masque » no 282, 1999 ; réédition, Paris, Éditions du Masque, coll. « Masque poche » no 21, 2013
- Clouds of Witness (Londres, Unwin, 1926) Publié en français sous le titre Le Duc est un assassin, Londres, Nicholson et Watson, coll. « La Tour de Londres » no 6, 1948 Publié en français dans une autre traduction sous le titre Trop de témoins pour Lord Peter, Paris, Librairie des Champs-Élysées, coll. « Le Masque » no 465, 1954 Publié en français dans une nouvelle traduction intégrale sous le titre Trop de témoins pour Lord Peter dans Dorothy Sayers, vol. 1, coll. « Intégrales du Masque », 1995 ; réédition de cette traduction révisée, Paris, Éditions du Masque, coll. « Masque poche » no 34, 2014
- Unnatural Death (Londres, Benn, 1927) Publié en français sous le titre Arrêt du cœur, Paris, Nouvelle Revue Critique, coll. « L'Empreinte » no 140, 1938 ; réédition, Paris, Librairie des Champs-Élysées, coll. « Le Masque » no 1754, 1985 Publié en français dans une autre traduction sous le titre  L'autopsie n'a rien donné, Paris, Morgan, coll. « Série rouge », 1947 ; réédition, Paris, Opta, coll. « Littérature policière », 1976 Publié en français dans une nouvelle traduction intégrale sous le titre Arrêt du cœur dans Dorothy Sayers, vol. 1, coll. « Intégrales du Masque », 1995 ; réédition de cette nouvelle traduction, Paris, Librairie des Champs-Élysées, coll. « Le Masque » no 2450, 2001
- The Unpleasantness at the Bellona Club (Londres, Benn, 1928) Publié en français sous le titre  Lord Peter et le Bellona Club, Paris, Librairie des Champs-Élysées, coll. « Le Masque » no 191, 1935 ; réédition, Paris, Librairie des Champs-Élysées, coll. « Club des Masques » no 7, 1966 Publié en français dans une nouvelle traduction intégrale sous le titre Lord Peter et le Bellona Club dans Dorothy Sayers, vol. 1, coll. « Intégrales du Masque », 1995 ; réédition de cette traduction, Paris, Librairie des Champs-Élysées, coll. « Le Masque » no 191, 1995 [réimpression en 2002]
- Strong Poison (Londres, Gollancz, 1930) Publié en français sous le titre Lord Peter, détective, Paris, Nouvelle Revue Critique, coll. « L'Empreinte » no 42, 1934 ; réédition, Paris, La Maîtrise du livre, coll. « L'Empreinte Police » no 3, 1947 Publié en français dans une nouvelle traduction intégrale sous le titre Poison violent, Paris, J'ai lu no 1718, 1984
- The Five Red Herrings (Londres, Gollancz, 1931) Publié en français sous le titre Lord Peter en Écosse, Londres, Nicholson et Watson, coll. « La Tour de Londres » no 1, 1947 Publié en français dans une autre traduction sous le titre Les Cinq Fausses Pistes, Paris, Librairie des Champs-Élysées, coll. « Le Masque » no 492, 1954
- Have His Carcase (Londres, Gollancz, 1932) Publié en français sous le titre Lord Peter et le Mort du 18 juin, Paris, Julliard, coll. « P.J. », 1969 ; réédition, Paris, C. Bourgois, coll. « P.J. bis », 1972 ; réédition, Genève, Éditions de Crémille, coll. « Les Grands Maîtres du roman policier » no 10, 1973 ; réédition, Paris, LGF, coll. « Le Livre de poche » no 5112, 1978 ; réédition de la même traduction sous le titre Le Mort de la falaise, Paris, J'ai lu no 1889, 1985
- Murder Must Advertise (Londres, Gollancz, 1933) Publié en français sous le titre Lord Peter et l'Autre, Paris, Librairie des Champs-Élysées, coll. « Le Masque » no 174, 1935 ; réédition de cette traduction revue et complétée au même numéro de la collection « Le Masque » en 2003
- The Nine Tailors (Londres, Gollancz, 1934) Publié en français sous le titre Les Neuf Tailleurs, Paris, Librairie des Champs-Élysées, coll. « Le Masque » no 567, 1957 ; réédition, Paris, Librairie des Champs-Élysées, coll. « Club des Masques » no 89, 1970
- Gaudy Night (Londres, Gollancz, 1935) Publié en français sous le titre Le Cœur et la Raison, Villeneuve d'Ascq, Presses universitaires du Septentrion, 2012 ; réédition, Paris, Libretto, no 615, 2018  (ISBN 978-2-36914-472-4) Nommé pour le prix Anthony 2000 du meilleur roman du siècle[16]
- Busman's Honeymoon (Londres, Gollancz, 1937) Publié en français sous le titre Noces de crime, Paris, J'ai lu no 1995, 1986
- Thrones, Dominations (1998) Publié en français sous le titre Au crépuscule de l'Empire, Paris, Éditions Le Masque, 1999 ; réédition, Paris, LGF, coll. « Le Livre de poche » no 14903, 2000
  - Note : Roman abandonné entre 1936 et 1938, achevé et publié par Jill Paton Walsh.

#### Autres romans
- The Documents in the Case (Londres, Benn, 1930), écrit en collaboration avec Robert Eustace Publié en français sous le titre Les Pièces du dossier, Paris, Librairie des Champs-Élysées, coll. « Le Masque » no 339, 1947 ; réédition, Paris, LGF, coll. « Le Livre de poche policier » no 1668, 1966 ; réédition, Paris, Librairie des Champs-Élysées, coll. « Club des Masques » no 400, 1989
- The Floating Admiral (1931), écrit en collaboration avec des membres de Detection Club Publié en français sous le titre L'Amiral flottant, traduit par Violette Delevingne, Paris, Gallimard, coll. « Le Scarabée d'Or » no 1, 1936 ; réédition dans une nouvelle traduction par François Andrieux sous le titre L'Amiral flottant sur la rivière Whyn, Clermont-Ferrand, Éditions Paleo, coll. « De l'autre côté » no 4, 2003  (ISBN 2-84909-026-3)
- Ask a Policeman (1933), écrit en collaboration avec des membres de Detection Club Inédit en français
- Six Against the Yard (1936), écrit en collaboration avec des membres de Detection Club Inédit en français
- Double Death: A Murder Story, écrit en collaboration avec des membres de Detection Club Inédit en français
- The Scoop, and Behind the Screen, écrit en collaboration avec des membres de Detection Club Inédit en français
- Crime on the Coast, and No Flowers by Request, écrit en collaboration avec des membres de Detection Club Inédit en français

### Recueils de nouvelles de la sérieLord Peter Wimsey
- Lord Peter Views the Body (Londres, Gollancz, 1928), recueil de 12 nouvelles Publié en français sous le titre Lord Peter devant le cadavre, Paris, Librairie des Champs-Élysées, hors collection, 1934
- In the Teeth of the Evidence (Londres, Gollancz, 1939), recueil de 18 nouvelles, dont 4 avec Lord Peter.  Inédit en français.
- Hangman's Holiday (Londres, Gollancz, 1933), recueil de 12 nouvelles, dont 4 avec Lord Peter.  Inédit en français.
- Striding Folly (Londres, New English Library, 1972)  Inédit en français. Recueil de trois nouvelles avec Lord Peter: Striding Folly, 1939; The Haunted Policeman, 1939; Talboys, 1942. (Voir liste des nouvelles ci-bas.)

### Nouvelles

#### SérieLord Peter Wimsey
- The Egomaniac (1923)
- The Entertaining Episode of the Article in Question (1925), aussi connu sous le titre The Article in Question
- Beyond the Reach of the Law (1926)
- The Unprincipled Affair of the Practical Joker (1926), aussi connu sous le titre The Practical Joker
- The Fantastic Horror of the Cat in the Bag (1926), aussi connu sous le titre Cat in the Bag
- The Learned Adventure of the Dragon’s Head (1926)
- The Abominable History of the Man with Copper Fingers (1928), aussi connu sous le titre The Man with the Copper Fingers Publié en français sous le titre L'Homme aux doigts de cuivre, Paris, Fayard, Le Saint détective magazine no 28, juin 1957
- The Bibulous Business of a Matter of Taste (1928), aussi connu sous le titre A Matter of Taste
- The Vindictive Story of the Footsteps That Ran (1928), aussi connu sous le titre The Footsteps That Ran Publié en français sous le titre Les Pas qui couraient, Paris, Opta, L'Anthologie du Mystère no 8, mars 1966
- The Fascinating Problem of Uncle Meleager's Will (1928)
- The Undignified Melodrama of the Bone of Contention (1928)
- The Piscatorial Farce of the Stolen Stomach (1928)
- The Unsolved Puzzle of the Man with No Face (1928), aussi connu sous le titre The Man with No Face
- The Adventurous Exploit of the Cave of Ali Baba (1928)
- A Matter of Taste (1928), aussi connu sous le titre The Bibulous Business of a Matter of Taste Publié en français sous le titre Une simple question de goût, Paris, Opta, Mystère magazine no 247, septembre 1968
- The Queen’s Square (1932) Publié en français sous le titre La Case de la reine, Paris, Opta, Mystère magazine no 235, août 1967
- The Image in the Mirror (1933), aussi connu sous le titre Something Queer About Mirrors Publié en français sous le titre Miroirs déformants, Paris, Opta, Mystère Magazine no 207, avril 1965
- The Incredible Elopement of Lord Peter Wimsey (1933), aussi connu sous le titre The Power of Darkness Publié en français sous le titre La Puissance des ténèbres, Paris, Opta, Mystère Magazine no 221, juin 1966
- The Necklace of Pearls (1933) Publié en français sous le titre Le Collier de perles, Paris, Opta, Mystère magazine no 54, juillet 1952 ; réédition dans Noëls rouges, Paris, Julliard, « La Bibliothèque criminelle », 1989
- Absolutely Elsewhere (1934), aussi connu sous le titre A Case for Lord Peter Wimsey
- Striding Folly (1935) Publié en français sous le titre Échec à la tour, Paris, Opta, Mystère magazine no 100, mai 1956
- The Haunted Policeman (1938) Publié en français sous le titre Le policeman a des visions, Paris, Opta, Mystère magazine no 71, décembre 1953 ; réédition, Paris, Opta, L'Anthologie du Mystère no 3, 1963 ; réédition sous le titre Le flic a des visions, Paris, Opta, L'Anthologie du Mystère no 17, 1973
- In the Teeth of the Evidence (1939)
- Talboys (1942)

##### SérieMontague Egg
- The Poisoned Dow ’08 (1933), aussi connu sous le titre The Poisoned Port
- Sleuths on the Scent (1933)
- Murder in the Morning (1933)
- One Too Many (1933)
- Murder at Pentecost (1933)
- Maher-Shalal-Hashbaz (1933)
- Bitter Almonds (1934)
- False Weight (1934)
- The Professor’s Manuscript (1934)
- A Shot at Goal (1935)
- Dirt Cheap (1939)

##### Autres nouvelles
- The Inspiration of Mr. Budd (1926) Publié en français sous le titre L'Idée géniale de M. Budd, Paris, Fayard, Le Saint détective magazine no 6, août 1955
- The Learned Adventure of the Dragon's Head (1926), aussi connu sous le titre The Dragon's Head Publié en français sous le titre L'Édifiante Aventure de la tête de dragon, Paris, LGF, Alfred Hitchcock magazine, deuxième série no 6, mai 1989 ; réédition dans Hitchcock démasque une double ruse, Paris, Librairie des Champs-Élysées, coll. « Club des Masques » no 1000, 1992
- The Man Who Know How (1932) Publié en français sous le titre L'Homme qui savait comment faire, dans Les Reines du crime, Paris, Presses de la Cité, 2002 ; réédition, Paris, Pocket no 12345, 2006
- The Fountain's Plays (1933)
- The Cyprian Cat (1933)
- Suspicion (1933) Publié en français sous le titre Soupçon, Paris, Opta, Mystère magazine no 62, mars 1953 ; réédition, Paris, Fayard, Le Saint détective magazine no 135, mai 1966 ; réédition, Paris, Opta, L'Anthologie du Mystère no 21, 1976 ; réédition dans Anthologie de la littérature policière, Paris, Ramsey, 1980 ; réédition dans Le Masque vous donne de ses nouvelles, Paris, Librairie des Champs-Élysées, coll. « Le Masque », 1989
- An Arrow O'er the House (1934)
- Dilemma (1934)
- Tight-Rope (1938)
- Major Road Ahead (1938)
- The Leopard Lady (1939) Publié en français sous le titre La Dame aux léopards, Paris, Opta, L'Anthologie du Mystère no 2, 1962
- Sentimentalist (1940)

### Théâtre
- The Man Born to Be King (Londres, Gollancz, 1943), pièce religieuse Publié en français sous le titre L'Homme né pour être roi, Lausanne, Éditions de l'Église vaudoise, 1949
- Four Sacred Plays (Londres, Gollancz, 1957)
- Love All and Busman's Honeymoon (Kent State University Press, 1984), éditions posthumes d'adaptations pour la scène.

### Poésie
- Op. I, (1916)
- Catholic Tales and Christian Songs (1918)

### Correspondances
- The Letters of Dorothy L. Sayers, 1899-1936: The Making of a Detective Novelist (1993)
- The Letters of Dorothy L. Sayers: 1937-1943: From Novelist to Playwright (1998)

### Traduction deLa Divine ComédiedeDante
- The Divine Comedy, Part 1: Hell, (Londres, Penguin, 1949)
- The Divine Comedy, Part 2: Purgatory (Londres, Penguin, 1955)
- The Divine Comedy, Part 3: Paradise (Londres, Penguin, 1962) (achevé par Barbara Reynolds (en))

### Autres traductions
- Tristan in Brittany, traduction du Tristan de Thomas (Londres, Benn, 1929)
- The Song of Roland, traduction de La Chanson de Roland (Londres, Penguin, 1957)

### Essais sur Dante
- Introductory Papers on Dante: Volume 1: The Poet Alive in His Writings (1954)
- Further Papers on Dante Volume 2: His Heirs and His Ancestors (Londres, Methuen, 1957)
- The Poetry of Search and the Poetry of Statement Volume 3: On Dante and Other Writers (1963)

### Autres publications
- The Wimsey Papers (1939-1940), série d'articles publiée dans le magazine The Spectator sur la correspondance (fictive) entre les membres de la famille Wimsey
- Other People's Great Detectives (1939), article paru dans le magazine Illustrated
- The Mind of the Maker (Londres, Methuen, 1941)
- Unpopulars Opinions (Londres, Methuen, 1947)
- Creed or Chaos?: Why Christians Must Choose Either Dogma or Disaster (Or, Why It Really Does Matter What You Believe) (Londres, 1947)
- Holmes’ College Career (1953), article paru dans MacKill’s Mystery Magazine
- Dr. Watson’s Christian Name (1953), article paru dans MacKill’s Mystery Magazine
- The Red-Headed League (1953), article paru dans MacKill’s Mystery Magazine sur la nouvelle La Ligue des rouquins de Conan Doyle
- Dr. Watson, Widower (1954), article paru dans MacKill’s Mystery Magazine
- Aristotle on Detective Fiction (1954), article paru dans MacKill’s Mystery Magazine
- Are Women Human? (Londres, 1959), publication posthume
- The Days of Christ's Coming (Londres, Hamish Hamilton, 1960), publication posthume
- Wilkie Collins: A Critical and Biographical Study (1977)
- The Whimsical Christian (Londres, MacMillan, 1978), recueil d'essais posthume
- Spirituals Writings (Londres, MacMillan, 1993), recueil d'essais posthume
- The Christ of the Creeds and Others Broadcast Messages to British People during World War II (Londres, The Dorothy L. Sayers Society, 2008) Publié partiellement en français sous le titre Paroles prophétiques à une nation en crise, Paris, Farel, 2011

## Filmographie

### Adaptations au cinéma
- 1935 : Le Drame du terminus (The Silent Passenger), film policier britannique réalisé par Reginald Denham, d'après une histoire originale de Dorothy Sayers, avec Peter Haddon (en) dans le rôle de Lord Peter, et Austin Trevor dans le rôle de l'inspecteur Parker
- 1940 : Busman's Honeymoon, film policier britannique réalisé par Arthur B. Woods, d'après le roman homonyme, avec Robert Montgomery dans le rôle de Lord Peter, et Constance Cummings dans le rôle de Harriet Vane

### Adaptations à la télévision
- 1947 : Busman's Honeymoon, film TV, adaptation du roman éponyme
- 1949 : Suspicion, épisode de la série télévisée Suspense, adaptation de la nouvelle éponyme réalisée par Robert Stevens
- 1950 : Mr. Mummery's Suspicion, épisode de la série télévisée Actors Studio (en)
- 1950 : The Leopard Lady, épisode de la série télévisée Lights Out réalisé par William Corrigan
- 1951 : Mr. Mummery's Suspicion, épisode de la série télévisée Studio One réalisé par Martin Magner
- 1953 : Dilemma, épisode de la série télévisée Eye Witness
- 1955 : Our Cook's a Treasure, épisode de la série télévisée Alfred Hitchcock présente réalisé par Robert Stevens
- 1957 : Busman's Honeymoon, film TV, adaptation du roman éponyme réalisée par Brandon Acton-Bond
- 1968 : In die dagen, téléfilm belge réalisé par Jan Matterne
- 1972 : Clouds of Witness, mini-série de cinq épisodes, adaptation du roman éponyme
- 1973 : The Unpleasantness at the Bellona Club, mini-série de quatre épisodes, adaptation du roman éponyme
- 1973 : The Inspiration of Mr. Budd, épisode de la série télévisée Les Mystères d'Orson Welles, adaptation de la nouvelle éponyme réalisée par Peter Sasdy
- 1973 : Murder Must Advertise, mini-série de quatre épisodes, adaptation du roman éponyme
- 1974 : The Nine Tailors, mini-série de quatre épisodes, adaptation du roman éponyme
- 1975 : The Five Red Herrings, mini-série de quatre épisodes, adaptation du roman éponyme
- 1987 : A Dorothy L. Sayers Mystery, série en dix épisodes, adaptations de Strong Poison, Have His Carcase et Gaudy Night

## Sources
- Monique Lozes, Dorothy L. Sayers : romancière, dramaturge, essayiste (1893-1957), thèse de doctorat, Université Toulouse 2, 1982
- Suzanne Bray, Ecrivains et apologistes en Grande Bretagne, 1900-1963 : GK Chesterton, Dorothy L. Sayers, TS Eliot et C.S. Lewis, thèse de doctorat, Lille 3,1999
- Victor Dupont, Dorothy Sayers et le roman policier moderne, In Littératures 7, février 1959, pp. 47-59; doi : https://doi.org/10.3406/litts_0563.966; https://www.persee.fr/doc/litts_0563-9751_1959_num_7_1_966
- Jacques Baudou et Jean-Jacques Schleret, Le Vrai Visage du Masque, vol. 1, Paris, Futuropolis, 1984, 476 p. (OCLC 311506692), p. 388-395 (notice sur Dorothy L. Sayers).
- Anne Martinetti, "Le Masque" : histoire d'une collection, Amiens, Encrage, coll. « Références » (no 3), 1997, 143 p. (ISBN 978-2-906389-82-3), p. 94 (notice sur Dorothy L. Sayers).
- Claude Mesplède, Dictionnaire des littératures policières, vol. 2 : J - Z, Nantes, Joseph K, coll. « Temps noir », 2007, 1086 p. (ISBN 978-2-910686-45-1, OCLC 315873361), p. 725-727 (notice Dorothy Leigh Sayers) et 1038-1039 (notice Lord Peter Wimsey).
- LeRoy Lad Panek (trad. de l'anglais par Gérard Coisne), British Mystery : Histoire du roman policier classique anglais, Amiens, Encrage, coll. « Travaux no 5 », 1990, 219 p. (ISBN 2-906389-18-8, OCLC 34519906), p. 81-116 (chapitre sur Dorothy L. Sayers).